# Cerros de la Calera
Cerros de la Calera ist eine Ortschaft in Uruguay.

## Geographie
Sie befindet sich in den Sektoren 4 und 5 des Departamento Rivera. Dort liegt sie nordwestlich von Cerro Pelado und nordnordöstlich von Minas de Corrales. Südwestlich des Ortes entspringt ein Nebenfluss des Arroyo Cunapirú, unmittelbar südlich der Ortschaft liegen die jeweils Cerro de la Calera genannten topographischen Erhebungen.

## Infrastruktur
Durch den Ort führt die Ruta 28.

## Einwohner
Cerros de la Calera hatte bei der Volkszählung im Jahr 2011 88 Einwohner, davon 41 männliche und 47 weibliche.
| Jahr | Einwohner |
| ---- | --------- |
| 1996 | -         |
| 2004 | 136       |
| 2011 | 88        |

Quelle: Instituto Nacional de Estadística de Uruguay